# Nguyễn Huy Hoàng
Nguyễn Huy Hoàng (ur. 4 stycznia 1981 w Quỳnh Lâm) – wietnamski piłkarz występujący na pozycji obrońcy w klubie Sông Lam Nghệ An.

## Kariera piłkarska
Nguyễn Huy Hoàng od początku swojej kariery występuje w drużynie Sông Lam Nghệ An. Obecnie gra ona w pierwszej lidze wietnamskiej.
Zawodnik ten jest także reprezentantem Wietnamu. W drużynie narodowej zadebiutował w 2002 roku. Został również powołany na Puchar Azji 2007, gdzie jego drużyna odpadła w ćwierćfinale. On zaś rozegrał wszystkie spotkania: w grupie ze Zjednoczonymi Emiratami Arabskimi (2:0), Katarem (1:1) i Japonią (1:4) oraz w ćwierćfinale z Irakiem (0:2).